# Schloss Rosenburg (Niederösterreich)

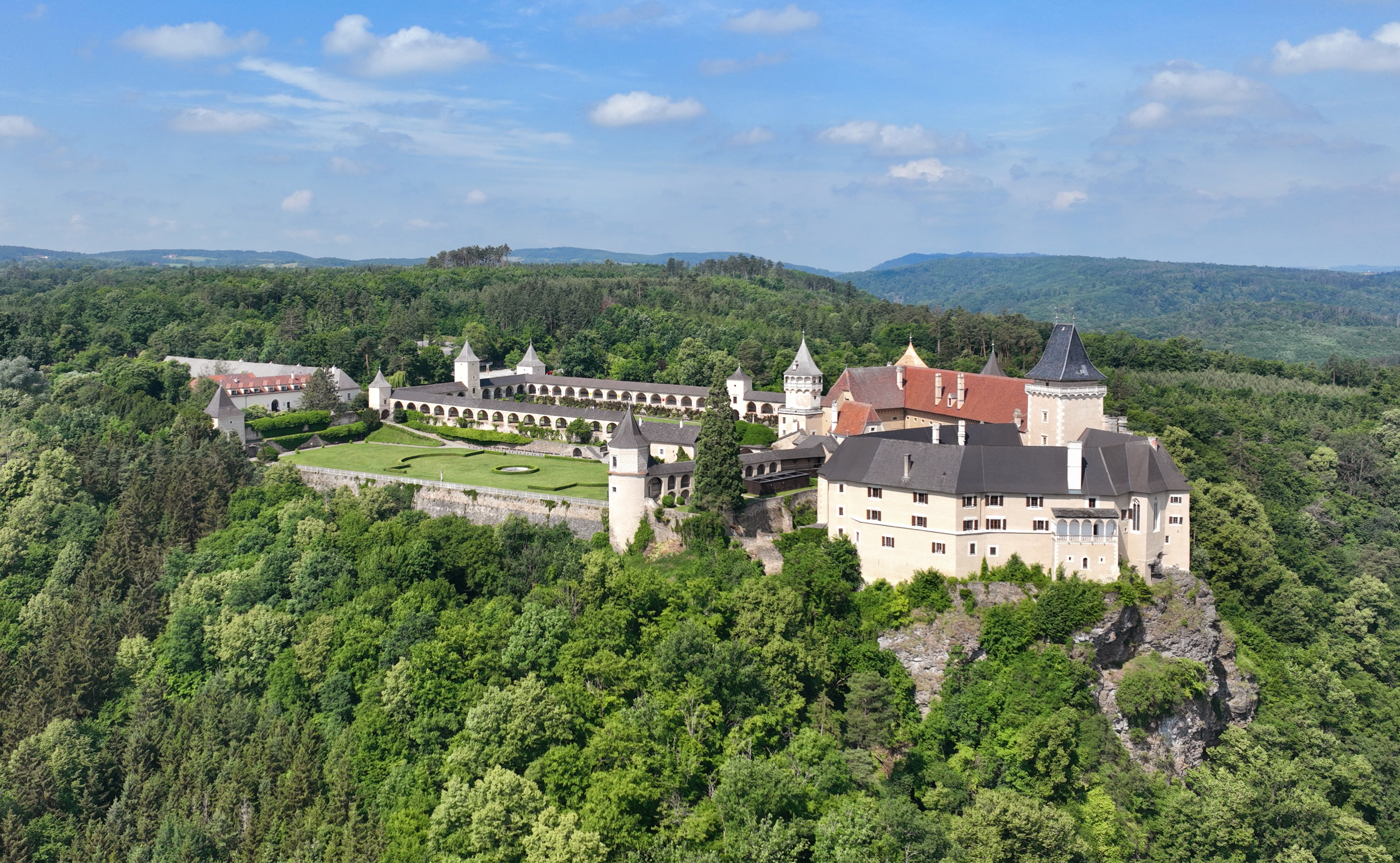
Ostansicht des Schlosskomplexes

Die Rosenburg ist ein Renaissanceschloss im Kamptal im niederösterreichischen Ort Rosenburg der Gemeinde Rosenburg-Mold. Es ging aus einer um 1150 errichteten Burg hervor, die im 16. Jahrhundert durch die Grabner zu Rosenburg zu einem Schloss umgestaltet wurde. Dieses ist seit 1681 im Besitz der Familie Hoyos-Sprinzenstein. Die Volksballade Schloss in Österreich bezieht sich wohl auf die Rosenburg.

## Geschichte

### Anfänge

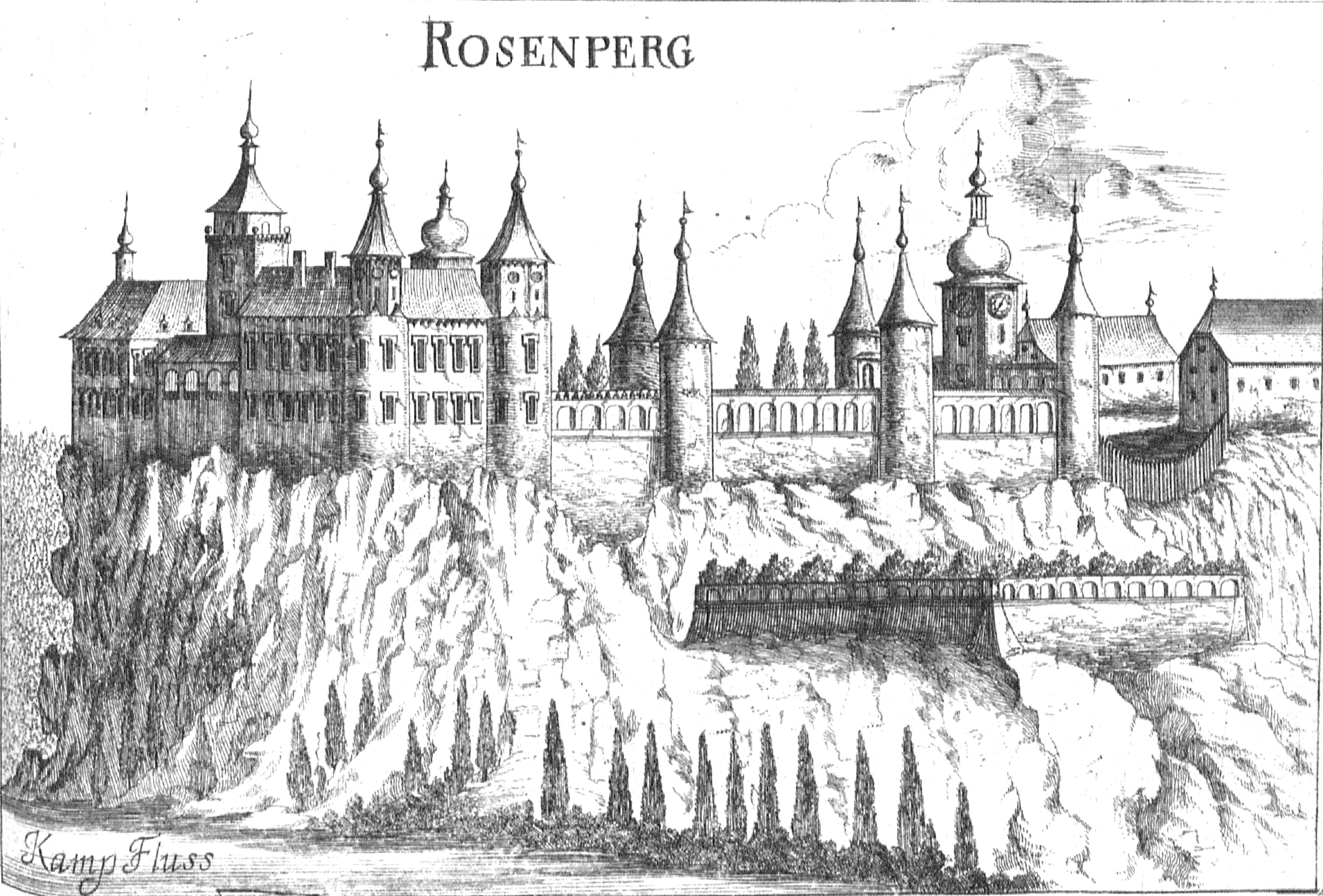
Schloss Rosenburg, Kupferstich von Georg Matthäus Vischer, 1672

Die Burg wurde im 12. Jahrhundert im romanischen Stil erbaut, ihre erste urkundliche Erwähnung datiert ins Jahr 1175. Von der kleinen Burg des Goczwin von Rosenberg finden sich heute nur noch die Grundmauern des Bergfrieds. Im 15. Jahrhundert wurde die Rosenburg unter Kaspar von Rogendorf zu einer größeren gotischen Burg erweitert. Von dieser sind heute noch die Kapelle sowie Außenmauern erhalten. Während des 15. Jahrhunderts diente sie immer wieder als Schutz vor den Ungarn.

### Grabner zu Rosenburg

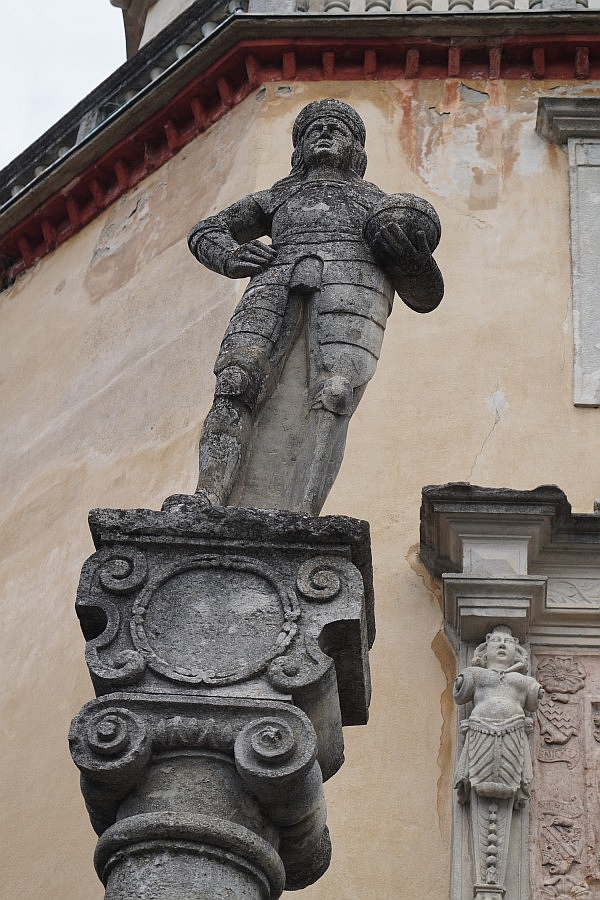
Standbild des Sebastian II. Grabner zu Rosenburg auf der Rosenburg

1487 gelangten die Gebrüder Jakob und Christoph Grabner aus dem Geschlecht der Herren von Graben in Besitz der Rosenburg (damals Rosenberg). Deren Nachfahren nahmen im Laufe des 16. Jahrhunderts den protestantischen Glauben an und machten die Rosenburg zu einem Zentrum der Österreichischen Reformationsgeschichte. Hierbei sind Leopold Grabner zu Rosenburg und dessen Sohn Sebastian II. Grabner zu Rosenburg zu nennen. Unter den beiden Grabnern, die den protestantischen Ständen angehörten, wurde die Rosenburg ein Zentrum des Protestantismus in Niederösterreich. In einer eigens auf der Burg eingerichteten Druckerei wurde protestantische Literatur gedruckt. Leopold Grabner holte 1555 Dr. Christoph Reuter aus Bruck in der Pfalz als Haus- und Schlossprediger. Neben Reuter sind auch andere Prädikanten in Diensten der Grabner gewesen; einer von ihnen, Gabriel Dürnbacher, erwähnt 1569 zum ersten Mal die Namensform Rosenburg, anstatt vormals Rosenberg. Sebastian Grabner ließ in den Jahren 1593 bis 1597 einen Großteil der gotischen Burg abgetragen, und an ihrer Stelle das heutige Renaissanceschloss mit 13 Türmen erbauen. Das Schloss erhielt zudem um 1614 einen großen Turnierplatz sowie 46 Arkaden. 1604 verkaufte Grabner die Rosenburg aufgrund hoher Schulden, die er in den Umbau zum prachtvollen Renaissanceschloss gesteckt hatte, an seinen Verwandten Hans Jörger zu Tollet.

### Wechselnde Besitzer

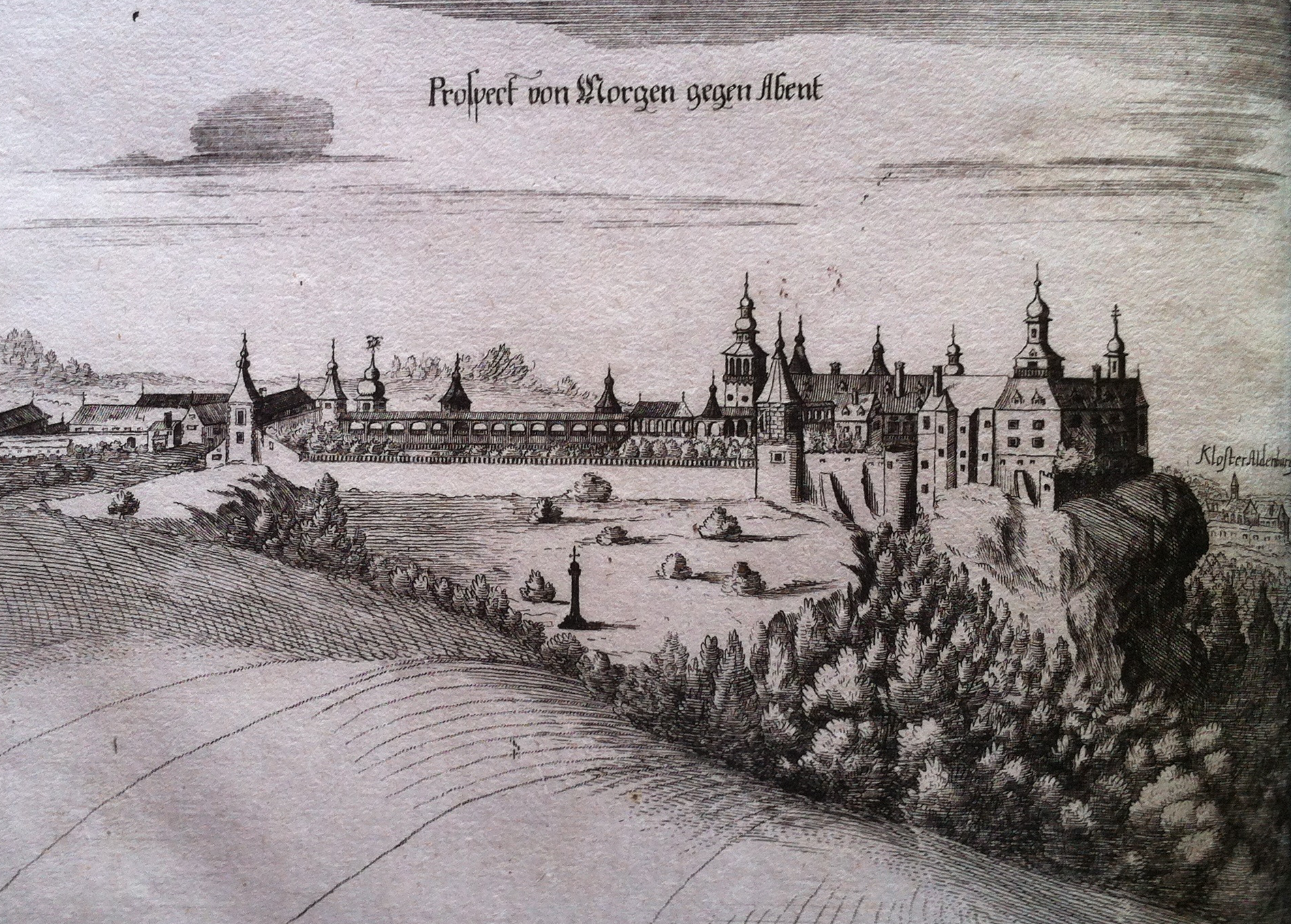
Schloss Rosenburg gegen Westen in der Topographia Windhagiana, 1673

Im Zuge der Gegenreformation erhielt die Rosenburg im Jahre 1611 mit Kardinal Franz von Dietrichstein (1570–1636) wieder einen katholischen Burgherren. Er verkaufte die Anlage 1614 an den ebenfalls katholischen Vinzenz Muschinger, der die Burg weiter ausbauen ließ.
Am 9. Juli 1620 wurde die Rosenburg von evangelischen Truppen des Horner Bundes gestürmt. Eine Gedenksäule im Schlossgarten erinnert an 300 „Männer, Frauen und Kinder“, die dabei ums Leben gekommen sein sollen. Aufgrund dieses historisch allerdings nicht weiter belegbaren Ereignisses wird die Volksballade Es liegt ein Schloss in Österreich seit dem 17. Jahrhundert mit der Rosenburg in Verbindung gebracht. Im 17. Jahrhundert wechselten die Besitzer der Rosenburg häufig. 1659 gelangten Burg und Herrschaft in den Besitz von Johann Joachim Enzmilner, Graf von Windhag (1600–1678), der die Burg weiter ausbauen ließ. In der von ihm 1673 herausgegebenen zweiten Ausgabe der Herrschaftstopografie Topographia Windhagiana ließ er durch Clemens Beutler (um 1623–1682) die Rosenburg in zahlreichen Kupferstichen darstellen. Nach seinem Tod 1678 gelangten Burg und Herrschaft vorübergehend in den Besitz von Ferdinand Max von Sprinzenstein.

### Hoyos-Sprinzenstein
An die Familie Hoyos-Sprinzenstein, die heute noch Eigentümer ist, kam die Rosenburg durch die Heirat von Leopold Karl Graf Hoyos (1657–1699) mit Maria Regina Gräfin Sprinzenstein 1681, der Tochter Ferdinand Max von Sprinzensteins. Sie brachte die Güter Horn, Rosenburg und Raan mit der Veste Kamegg und Mold in die Ehe mit.

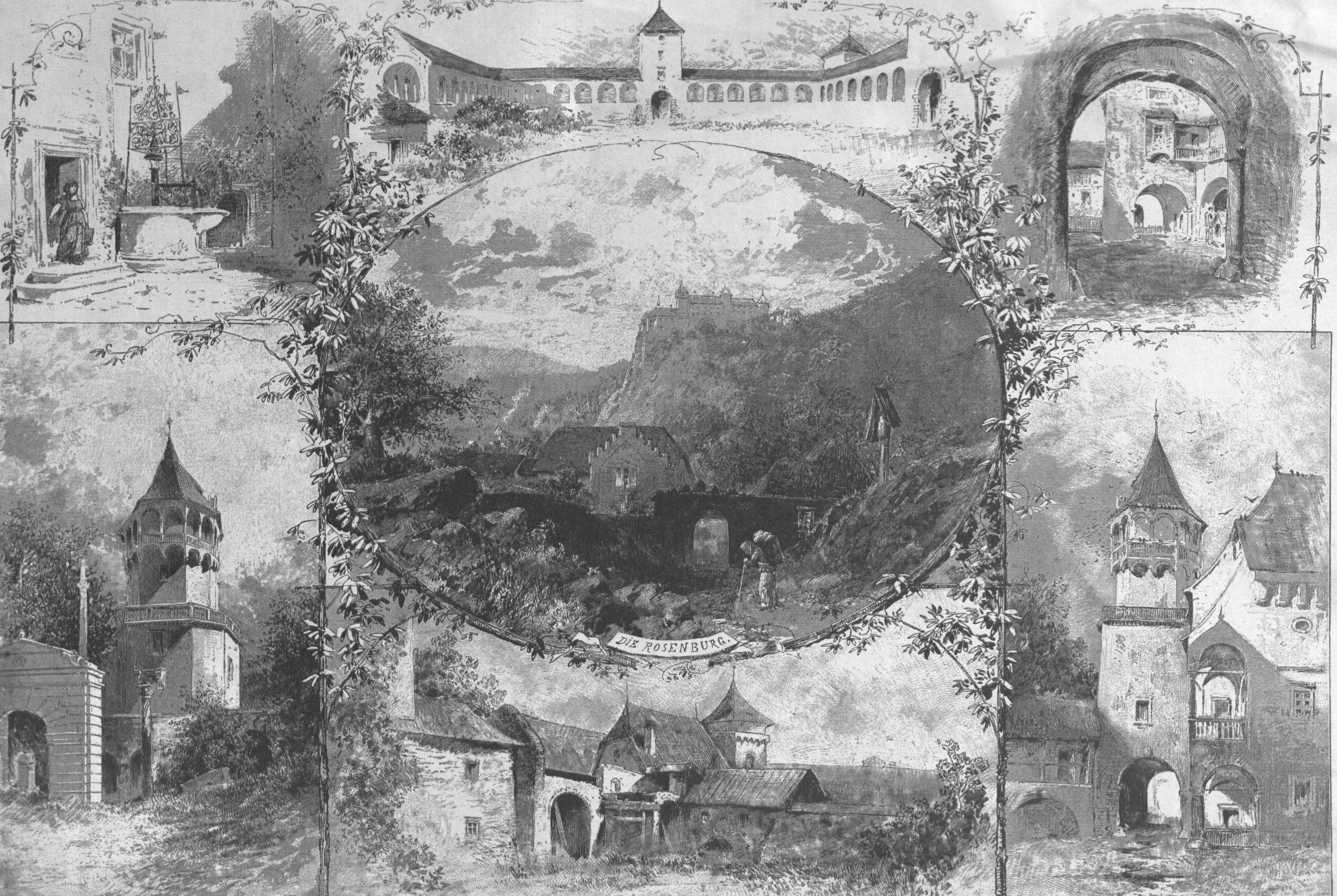
Die Rosenburg, Holzstich, 1884

1721 brannte der Meierhof nach einem Blitzschlag ab. 1751 zerstörte ein vom inneren Burghof ausgehendes Feuer Teile der Burg, darunter auch die Kapelle. 1752–1755 durchgeführte Reparaturarbeiten, darunter die Erneuerung der Dachstühle, verlangsamten den Verfall der Burg. Nach einem weiteren Brand im Jahr 1800 war die Burg jedoch immer mehr vom Verfall bedroht. Zwischen 1859 und 1875 ließ Ernst Karl von Hoyos-Sprinzenstein die vom Verfall bedrohte Rosenburg nach den Darstellungen des Schlosses in der Topographia Windhagiana von 1673 orientierend, umfassend restaurieren und machte sie als eine der ersten Burgen in Österreich öffentlich zugänglich. Zwischen 1984 und 1990 wurden im Zusammenhang mit der Niederösterreichischen Landesausstellung 1990 wiederum umfangreiche Restaurierungsmaßnahmen durchgeführt. 1990 fand auf der Rosenburg die Niederösterreichische Landesausstellung Adel im Wandel. Politik – Kultur – Konfession 1500–1700 mit 360.000 Besuchern statt. Seit 2010 ist die Rosenburg im Besitz von Markus Hoyos.

## Die Rosenburg auf Briefmarken, Münzen und Banknoten

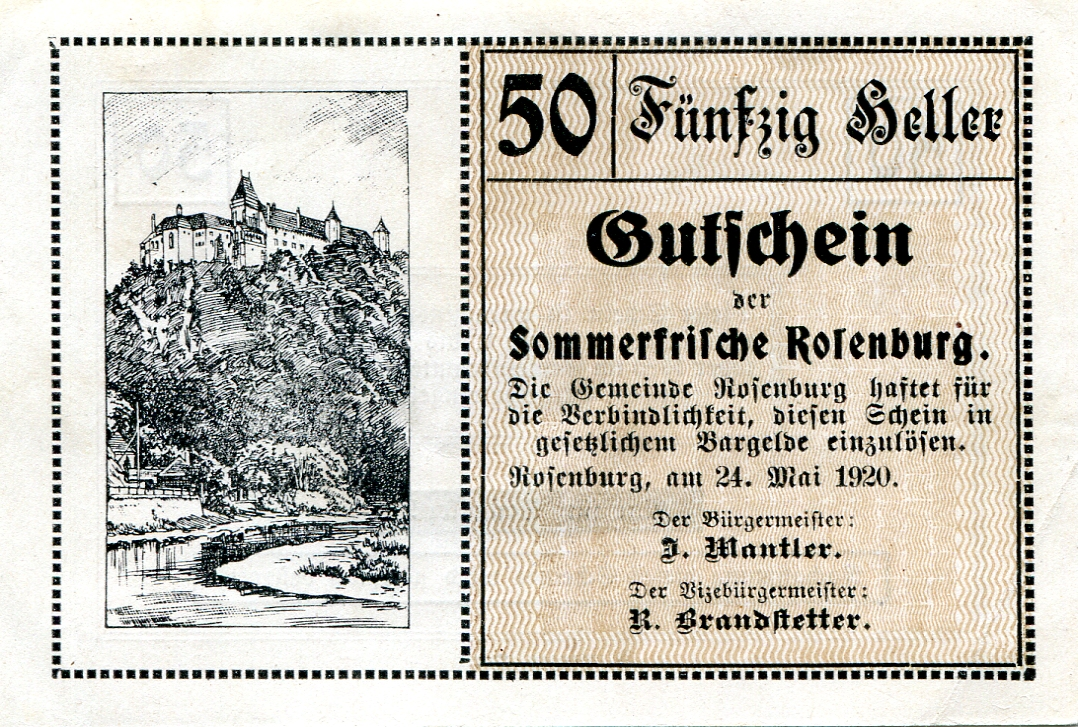
Notgeld der Gemeinde Rosenburg, 1920

1920 gab die Gemeinde Rosenburg eine Notgeld-Serie (10, 20 und 50 Heller) mit der Darstellung der Rosenburg von Westen heraus. Auf dem 8-Groschen-Wert der 1934 von der österreichischen Postverwaltung herausgegebenen Briefmarken-Dauerserie (Erste Trachtenserie) ist die Rosenburg abgebildet. Aus Anlass der Niederösterreichischen Landesausstellung 1990 gab die Postverwaltung eine Postkarte mit einem 5-Schilling-Wertzeichen der Rosenburg heraus. Eine 1999 von der Münze Österreich geprägte 500-Schilling-Gedenkmünze in Silber zeigt als Motiv die Rosenburg mit Greifvogel und Rittern.

## Die Rosenburg in der Gegenwart
Heute sind in dem Komplex ein Burgmuseum, eine Schlossgaststätte und die Renaissancefalkenhof Rosenburg untergebracht. Die Renaissancefalkenhof Rosenburg hat eine Greifvogelschau mit Flugvorführungen. Auf einer Freilichtbühne neben dem Schloss finden seit 2004 jährlich Theateraufführungen statt.
Die Schlossanlage diente schon mehrfach als Filmdrehort. Vom 8. Oktober 2013 bis zum 5. November 2013 fanden auf Schloss Rosenburg Dreharbeiten zu dem Märchenfilm Die weiße Schlange statt.

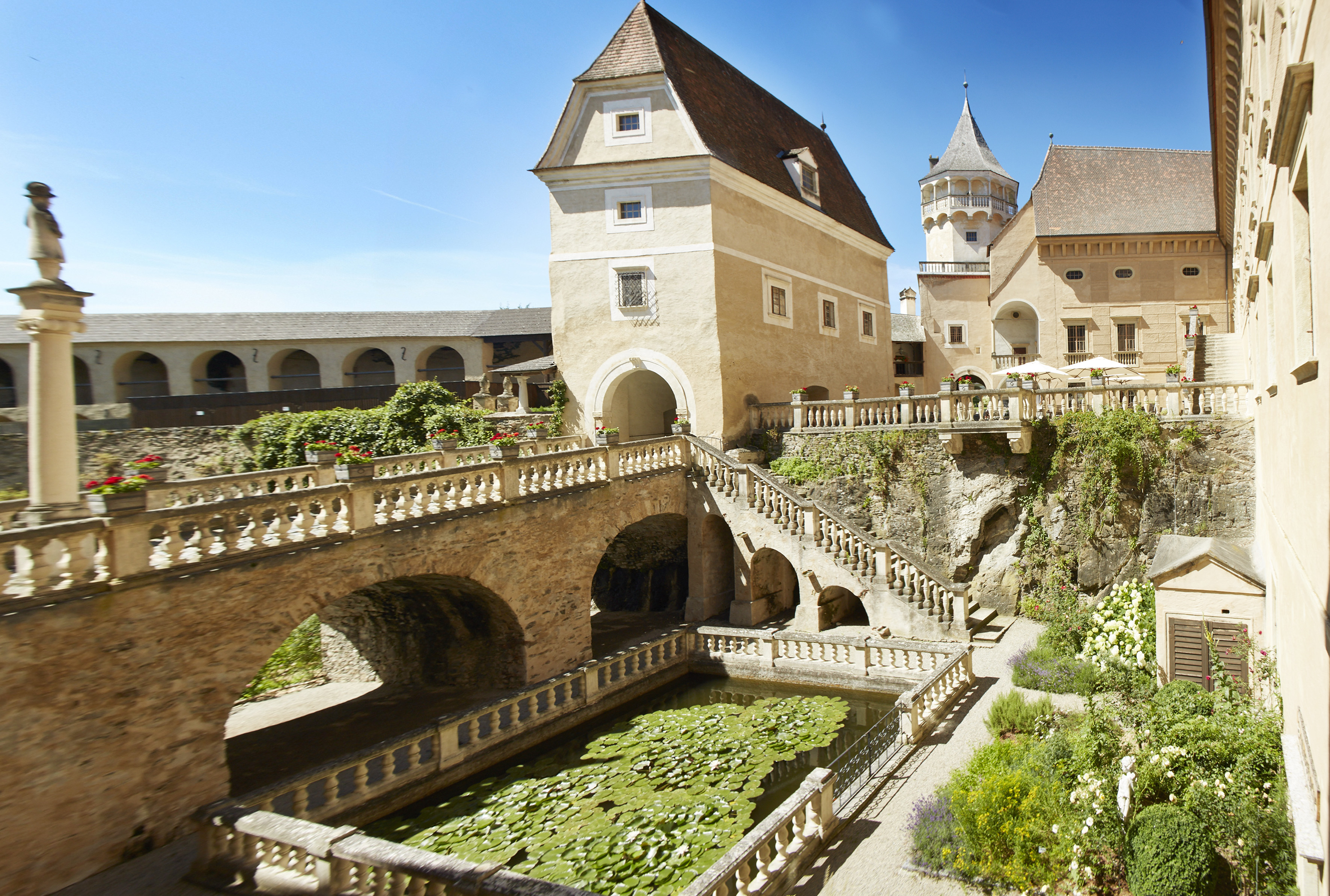
Hofansicht des Schlosses
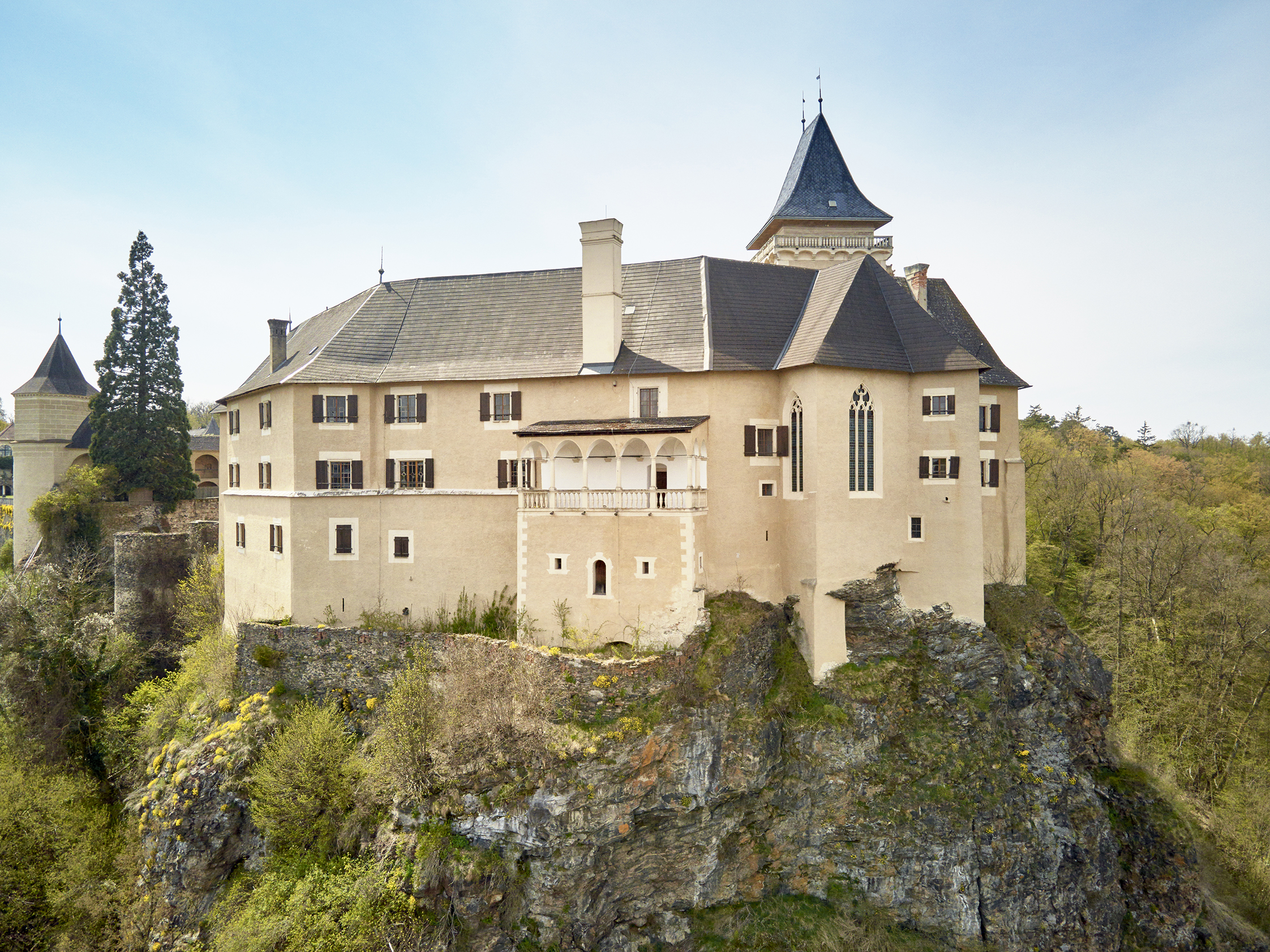
Luftaufnahme Altane
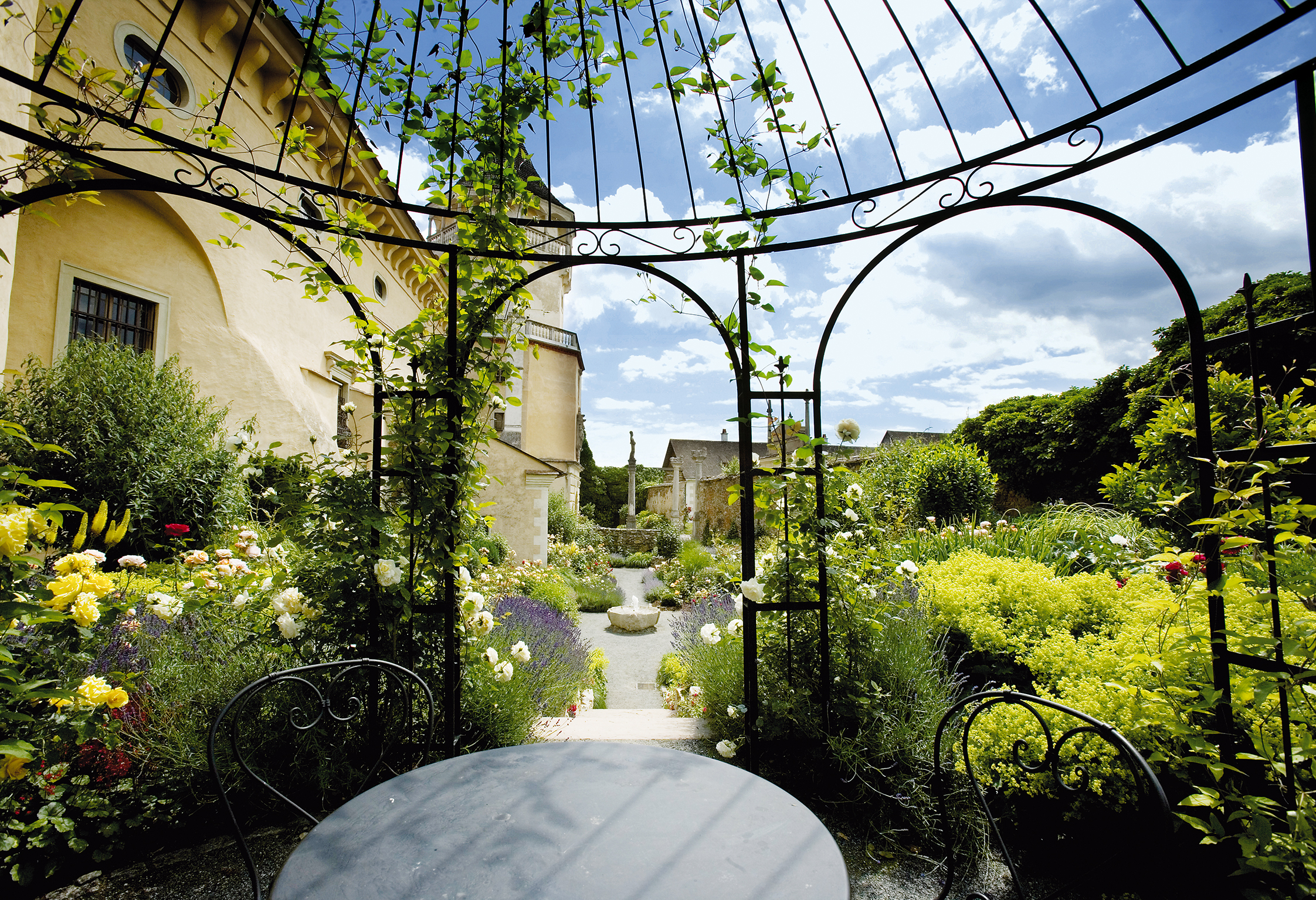
Rosengarten
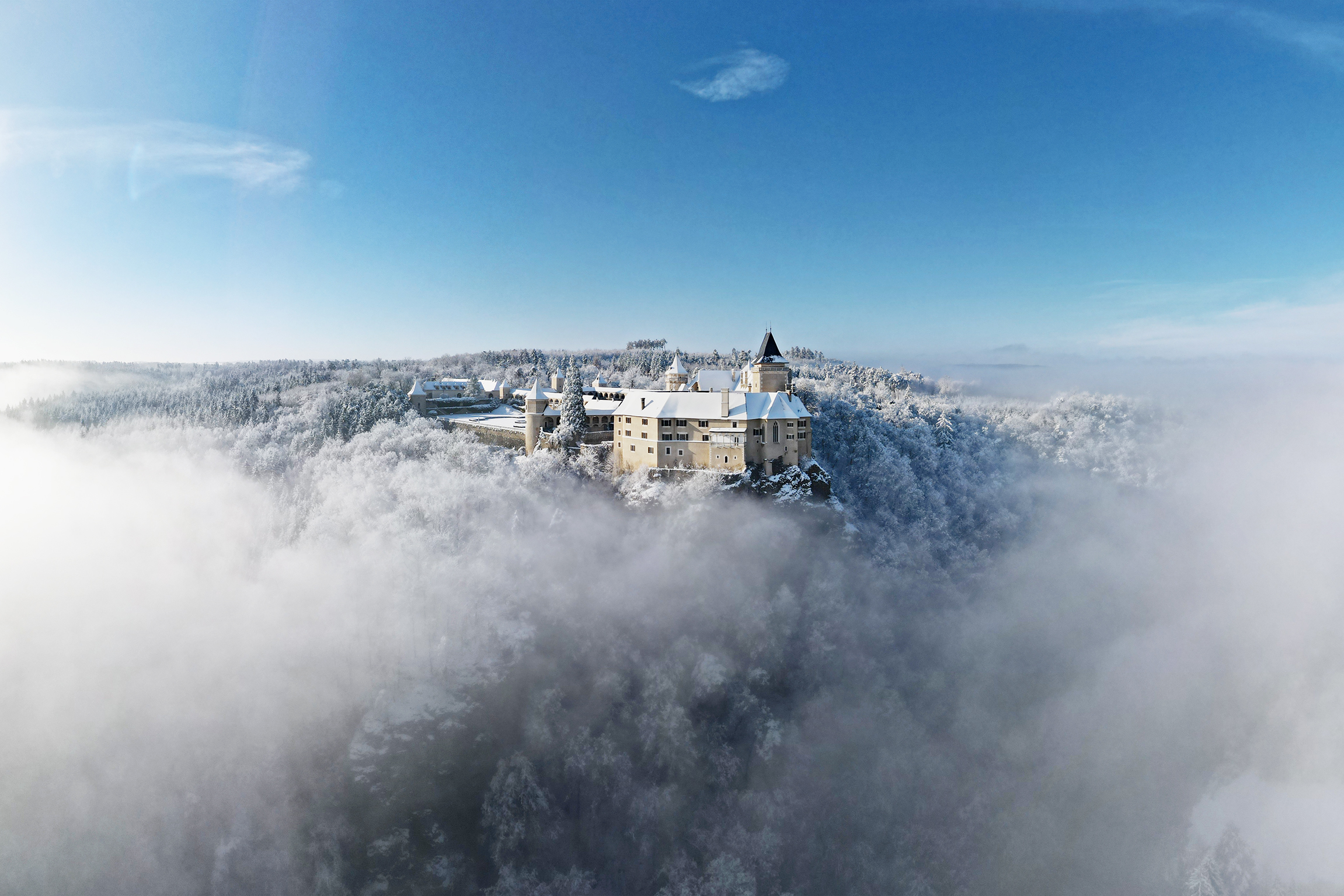
Luftaufnahme im Winter

### Burgmuseum
Die gut erhaltenen historischen Innenräume sind im Rahmen von Burgbesichtigungen zugänglich. Neben den historischen bzw. historisierenden Schlossinventarien enthält die Burg auch mehrere Sammlungen, darunter eine ur- und frühgeschichtliche Sammlung. Sie stammt von Candidus Ponz, Reichsritter von Engelshofen (1803–1866), der bedeutende paläontologische, ur- und frühgeschichtliche sowie mittelalterliche Bestände erfassen konnte. Die ur- und frühgeschichtliche Sammlung wurde durch Anton Hrodegh und Angela Stifft-Gottlieb museal aufgestellt. Die Funde stammen aus der Stein- und Bronzezeit. Seit 2012 ist diese Sammlung nicht mehr öffentlich zugänglich. Die Waffenkammer zeigt Waffen aus dem 15. bis 18. Jahrhundert und eine weitere Ausstellung bietet einen Überblick über die Geschichte der Falknerei. Seit 2012 widmen sich zwei eigene Ausstellungsbereiche der Hoyos'schen Familiengeschichte vom 16. Jahrhundert bis zur Gegenwart sowie dem Leben des Großwildjägers und Expeditionsreisenden Ernst Karl Heinrich Hoyos-Sprinzenstein.

### Regelmäßige Veranstaltungen

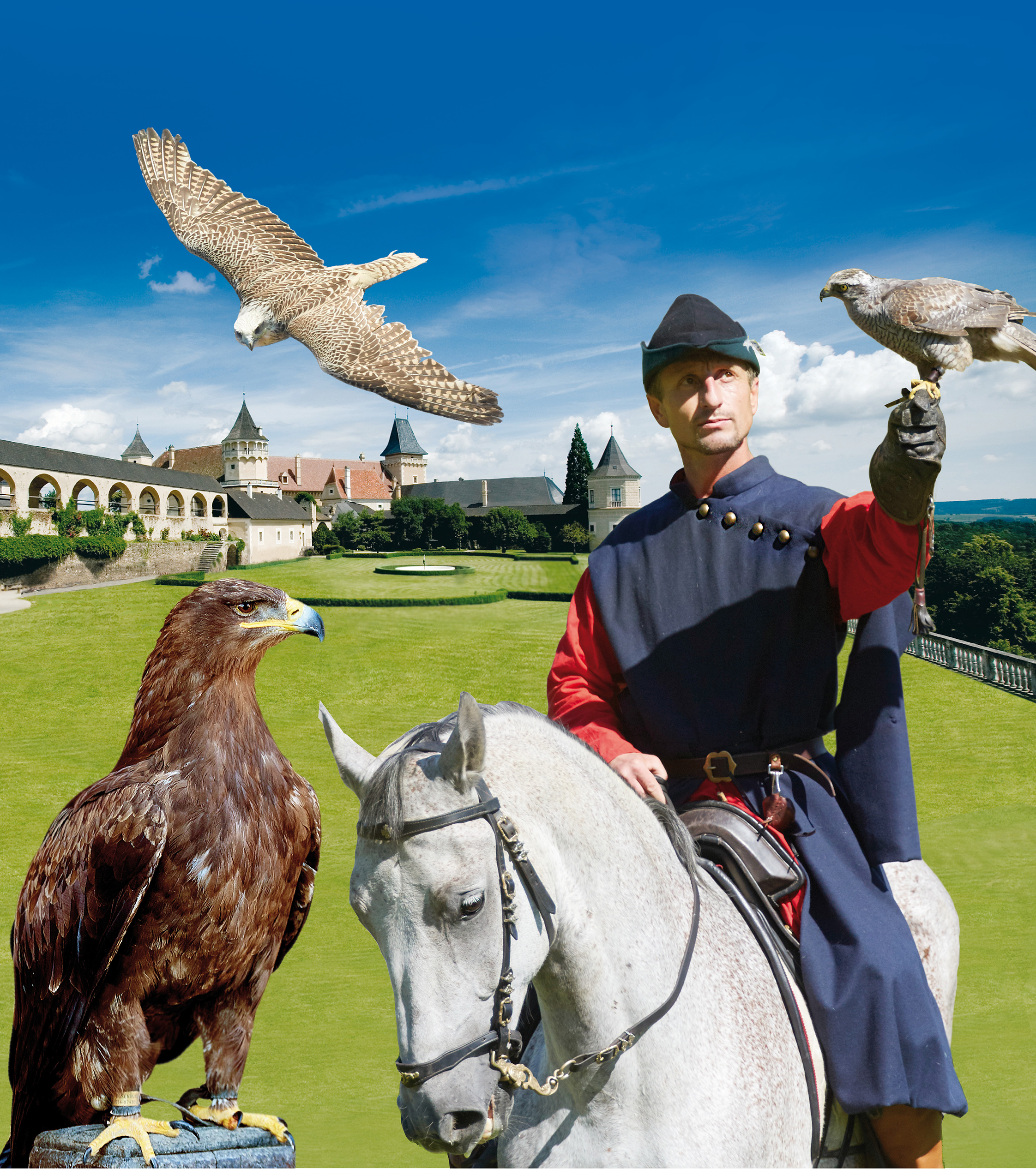
Greifvogelschau auf der Rosenburg

Die Rosenburg veranstaltet über das ganze Jahr eine Reihe an Events:
- Greifvogelvorführungen

Seit 1986 werden auf der Rosenburg von April bis Oktober Greifvogelvorführungen durchgeführt.
- Theaterfestival Sommernachtskomödie Rosenburg (von 2004 bis 2014 Shakespeare auf der Rosenburg)
- Historisches Burgtreiben[13]
- Ritterturnier[14]
- Ostermarkt[15]
- Waldviertler Christkindlmarkt[16]
- Halloween auf der Rosenburg[17]

## Bedeutende auf der Rosenburg geborene oder hier wirkende Menschen

### Herrschaftsinhaber
- Johann Joachim Enzmilner, Graf von Windhag (1600–1678), Besitzer von Schloss und Herrschaft Rosenburg.
- Kardinal Franz von Dietrichstein (1570–1636), Besitzer von Schloss und Herrschaft Rosenburg.
- Leopold Grabner zu Rosenburg (1528–1583), bedeutender protestantischer Edelmann, Besitzer von Schloss und Herrschaft Rosenburg, richtete auf der Rosenburg eine Druckerei für protestantische Literatur ein.
- Sebastian I. Grabner zu Rosenburg (genannt ab 1508, † 1535), protestantischer Edelmann, Besitzer von Schloss und Herrschaft Rosenburg.
- Sebastian II. Grabner zu Rosenburg († 1610), bedeutender protestantischer Edelmann, Besitzer von  Schloss und Herrschaft Rosenburg, ließ die Rosenburg in ein Renaissanceschloss umbauen.
- Ernst Karl von Hoyos-Sprinzenstein (1830–1903), Besitzer der Rosenburg, baute ab 1859 die vom Verfall bedrohte Burganlage wieder auf.
- Ernst Karl Heinrich Hoyos-Sprinzenstein (1856–1940), Besitzer der Rosenburg.
- Hans Hoyos-Sprinzenstein (1923–2010), Besitzer von Schloss Rosenburg.
- Johann Ernst von Hoyos-Sprinzenstein (1779–1849), Besitzer von Schloss und Herrschaft Rosenburg.
- Rudolf Hoyos-Sprinzenstein (1884–1972), Besitzer von Schloss Rosenburg.
- Ferdinand Sigismund Kurtz von Senftenau (1592–1659), Besitzer von Schloss und Herrschaft Rosenburg.
- Vinzenz Muschinger (16. Jh.–1628), Besitzer von Schloss und Herrschaft Rosenburg.
- Kaspar von Rogendorf (15. Jahrhundert–1506), Besitzer von Schloss und Herrschaft Rosenburg.

### Sonstige
- Clemens Beutler (um 1623–1682), Topograph der Rosenburg.
- Candidus Ponz, Reichsritter von Engelshofen (1803–1866), Ur- und Frühgeschichtler, dessen Sammlung sich auf der Rosenburg befindet.
- Alexander Waechter (* 1948), Schauspieler und Regisseur, Intendant des Festivals Shakespeare auf der Rosenburg.